# Александровка (Алексеевский район)
Алекса́ндровка (тат. Александровка) — деревня в Алексеевском районе  Республики Татарстан Российской Федерации. Входит в состав Большеполянского сельского поселения.

## Население
| 1859 | 1897 | 1908 | 1920 | 1926 | 1938 | 1949 | 1958 | 1970 | 1979 | 1989 | 2000 |
| ---- | ---- | ---- | ---- | ---- | ---- | ---- | ---- | ---- | ---- | ---- | ---- |
| 172  | 263  | 285  | 342  | 317  | 302  | 106  | 206  | 250  | 203  | 205  | 149  |